# Labuntsovita-Fe
La labuntsovita-Fe és un mineral de la classe dels silicats, que pertany al grup de la labuntsovita. Rep el nom pel seu contingut en ferro i per la seva relació amb la labuntsovita-Mn.

## Característiques
La labuntsovita-Fe és un silicat de fórmula química Na₄K₄(Ba,K)₂Fe2+(Ti,Nb)₈(Si₄O₁₂)₄(O,OH)₈·10H₂O. Va ser aprovada com a espècie vàlida per l'Associació Mineralògica Internacional l'any 1998. Cristal·litza en el sistema monoclínic.
Segons la classificació de Nickel-Strunz, pertany a «09.CE - Ciclosilicats amb enllaços senzills de 4 [Si₄O₁₂]8- (vierer-Einfachringe), sense anions complexos aïllats» juntament amb els següents minerals: papagoïta, verplanckita, baotita, nagashimalita, taramel·lita, titantaramel·lita, barioortojoaquinita, byelorussita-(Ce), joaquinita-(Ce), ortojoaquinita-(Ce), estronciojoaquinita, estroncioortojoaquinita, ortojoaquinita-(La), labuntsovita-Mn, nenadkevichita, lemmleinita-K, korobitsynita, kuzmenkoïta-Mn, vuoriyarvita-K, tsepinita-Na, karupmøllerita-Ca, labuntsovita-Mg, lemmleinita-Ba, gjerdingenita-Fe, neskevaaraïta-Fe, tsepinita-K, paratsepinita-Ba, tsepinita-Ca, alsakharovita-Zn, gjerdingenita-Mn, lepkhenelmita-Zn, tsepinita-Sr, paratsepinita-Na, paralabuntsovita-Mg, gjerdingenita-Ca, gjerdingenita-Na, gutkovaïta-Mn, kuzmenkoïta-Zn, organovaïta-Mn, organovaïta-Zn, parakuzmenkoïta-Fe, burovaïta-Ca, komarovita i natrokomarovita.

## Formació i jaciments
Va ser descoberta a la mina d'apatita de Kirovskii, situada al mont Kukisvumtxorr, al massís de Khibini, (óblast de Múrmansk, Rússia). També ha estat descrita en altres indrets propers, tant al massís de Khibini com al massís de Kovdor, a les pedreres Demix-Varennes (Quebec, Canadà) i Jones Mill (Arkansas, Estats Units). Aquests indrets són els únics de tot el planeta on ha estat descrita aquesta espècie mineral.